# Jカーブ効果
Jカーブ効果（ジェイカーブこうか、英: J curve effect）とは、短期的な期間、または、ある閾値までは、ある出来事から最終的に予想される変化とは逆方向に変化をすることを表す言葉である。そのグラフがアルファベットの「J」の字に似ていることから付けられた言葉である。Uカーブとも言われる。

## 飲酒量と死亡率
飲酒量と総死亡率には相関関係があり、「適量飲酒をしている人々」が最も死亡率が低く、次に「飲まない人」、適量を超えて飲酒するほど死亡率が高くなっていく。J型のカーブを描くということ。2000年以降の政策に取り入れられた。
しかしまとめから書くと、2010年代には飲酒しないことが最も健康を保つという研究結果が登場するようになり、後述するような研究が積み重ねられ、この結論は195か国の592研究のデータを分析したものである。
元は、1993年6月にアメリカ合衆国のアメリカ保健科学協議会(ACSH)で発表された「適量の酒を飲んでいる人の方が、酒を全く飲まない人、また大量に酒を飲む人に比べて、最も死亡率が低い」という疫学調査の結果に基づいて唱えられた考え方である。
酒を飲まないグループには「禁酒」を余儀なくされているグループや、酒に強い・弱いという体質を考慮に入れていない等の批判があり、続く調査はこうしてた点も考慮されるようになった。
死亡につながる原因との関係を、日本でのコホート研究を1件ずつ紹介すると以下のようになる。
- 癌（悪性腫瘍）は飲酒によって発症率が高くなる。特に口腔癌・喉頭癌・食道癌等の発症率と飲酒量は相関関係が高い。この研究では、飲まない人々には体が悪くて飲めない人が含まれている人が含まれている可能性がある。[2]。
- 脳卒中の発症率は、飲酒量にしたがって段階的に増えていく[3]。
- 心筋梗塞は、飲酒量が増えるにしたがって、心筋梗塞の発症率は低下する[4]。
- 自殺率は、酒を全く飲まないグループと、大量飲酒者の自殺率が高い[5]。